# جون سكوفيلد (لاعبة كرة قاعدة)
جون سكوفيلد (بالإنجليزية: June Schofield)‏ هي لاعبة كرة قاعدة أمريكية، ولدت في 1 يونيو 1926 في تورونتو في كندا، وتوفيت في 24 يونيو 2002 في سانتا مونيكا في الولايات المتحدة بسبب قصور القلب.